# Поуп, Лукас
Лукас Поуп (род. 1977 или 1978) — американский разработчик видеоигр, в настоящее время проживающий в Сайтаме, Япония. Он известен независимыми и экспериментальными играми, в частности, за The Republia Times, Papers, Please и Return of the Obra Dinn, выигравшими множество наград, как, например, главный приз Seumas McNally в рамках фестиваля независимых игр.

## Биография
Поуп вырос в Виргинии. Его отец был разнорабочим, поэтому у юного Лукаса был доступ к огромному набору деталей и инструментов, что развило в нём интерес к машиностроению. Когда он поступил в среднюю школу, он встретил друга, который интересовался робототехникой, и они вдвоём брали розничные наборы роботов, разбирали их и подключали к своим собственным компьютерам, чтобы посмотреть, как они могут управлять полученными устройствами. Вдохновлённый продолжением работы в области механики и робототехники, Поуп посещал Политехнический Институт Виргинии для более углублённого изучения машиностроения. Там он проявил большой интерес к программированию. В этот период он связался с сообществом Quake и помогал разрабатывать моды для Quake и других видеоигр.

### Карьера
Лукас сотрудничал с другими моддерами видеоигр. Также он работал над официально санкционированным модом Sony для продвижения фильма Анаконда. Поуп и ещё несколько моддеров решили создать свою собственную студию Ratloop, выпустив мод на Quake «Total Quake conversion mod Malice» в 1997 году. В Ratloop боролись с распространением через розничные каналы. Сеть магазинов Walmart помогала распространять их игру, но требовала, чтобы у Ratloop было 5000 копий, готовых к отправке в течение 24 часов в любое время; также требуя, чтобы Ratloop обеспечил издателя для их игры, чтобы облегчить её распространение. После первой неудачной 3D-игры Ratloop решил разработать игру про ремонт автомобилей — «Gearhead Garage». Она была достаточно успешной, чтобы быть замеченной «Activision», и дала «Ratloop» достаточно средств, чтобы попробовать ряд экспериментальных игр, что заинтересовало Поупа. Однако ни одна из них не была опубликована, и, столкнувшись с конкуренцией со стороны других студий, особенно из Восточной Европы (которые могли делать игры по существенно более низким ценам), в «Ratloop» стали бездействовать.
Поуп покинул «Ratloop» и присоединился к «Realtime Associates» в 2003 году. Он стал частью команды, разрабатывавшей шутер «Re-mission» (2006), цель которого состояла в том, чтобы побудить детей с раком принимать химиотерапевтические препараты. Затем Поуп переехал в Санта-Монику и получил работу в «Naughty Dog» в 2007 году. Хотя у Поупа не было сильного опыта программирования, он чувствовал, что «Naughty Dog» наняли его из-за его интереса к разработке инструментов и интерфейсов, необходимых для программирования их игр. Знания Поупа в разработке инструментов GUI устранила слабость Naughty Dog; Поуп заявил, что на момент его найма «Не было вообще ни какого „GUI tools guy“… Просто командная строка, бэк-энд инструменты, люди». Поуп был нанят примерно в середине разработки «Uncharted: Drake's Fortune» и продолжал работать над продолжением «Uncharted 2: Among Thieves». Он отдал должное режиссёру сиквела Брюсу Страли за то, что тот научил его создавать дизайн игры вокруг основных концепций, чтобы сделать игру веселой, даже если это означало пожертвовать работой, которая уже была завершена. Бывший президент «Naughty Dog» Кристоф Балестра сказал о работе Поупа: «Мы отчаянно хотели найти хорошего программиста для инструментов. Он был одним из людей, спасших положение». В частности, Поуп разработал графические инструменты для систем меню игр, систем сохранения, разметки уровней, а также систему для организации звуковых и текстовых файлов на различных языках.
После того, как Uncharted 2 была выпущена в 2009 году, в «Naughty Dog» были настроены продолжить работу над триквелом, «Uncharted 3: Drake's Deception», но Поуп хотел тратить больше времени на экспериментальные игры. В промежутке между небольшими проектами он и его жена Кэйко Исидзака потратили две недели, чтобы разработать «Mightier» — небольшую инди-игру. Они представили «Mightier» на фестивале независимых игр («IGF»), где она был номинирована на одну из наград. Это привело к предложению от «Valve» разместить «Mightier» в «Steam» в качестве бесплатной игры. В 2010 году Поуп и Исидзака решили оставить свою нынешнюю работу и переехали в Сайтаму, Япония, в непосредственную близость от семьи Исидзаки, чтобы продолжить заниматься независимой разработкой небольших игр.
В течение следующих нескольких лет Поуп и Исидзака работали над рядом экспериментальных игр. Одной из первых стала мобильная игра «Helsing’s Fire», которая в 2011 году получила приз IGF за «Лучшую мобильную игру». Другим экспериментом была «Republia Times», вышедшая в 2012 году, которую он придумал первоначально как часть «Ludum Dare jam». Он помог перенести «Rocketbirds: Hardboiled Chicken», игру, которую разработали члены «Ratloop», на PlayStation 3. Эта работа потребовала, чтобы он и Исидзака жили в Сингапуре около года и часто ездили в США. Во время этих путешествий Поупу пришла идея игры с участием паспортного инспектора, которая послужила вдохновением для самой известной игры Поупа, «Papers, Please», выпущенной в 2013 году. «Papers, Please» получила очень хорошие оценки, выиграла множество наград, включая «Game Developers Choice» и «IGF Awards», а также премию Британской академии (BAFTA) «Games Award» за лучшую симуляционную игру. Papers, Please была финансово успешной; к августу 2016 года игра продалась тиражом около 1,8 миллиона копий и до 2018 года обеспечивала Поупу финансовую независимость во время разработки своей следующей игры — «Return of the Obra Dinn».
Разработка «Return of the Obra Dinn» началась вскоре после того, как Поуп завершил всю работу над «Papers, Please», и заняла около четырёх с половиной лет, главным образом из-за углублённого повествования.
На своем релизе в 2018 году «Return of the Obra Dinn» была также высоко оценена и критиками, и обычными игроками; была номинирована на такие награды, как «Game Developers Choice», «IGF», «Peabody» и «D.I.C.E. Awards», а также названа одной из лучших игр 2018 года.
Поуп заявляет, что он планирует всё ещё разрабатывать игры, но хочет делать их в небольшом инди-формате; что «Return of the Obra Dinn» должна была стать небольшой игрой, но оказалась больше, чем он ожидал; что он хочет, чтобы его следующий проект оставался небольшим по объёму.
В марте 2024 года Поуп выпустил «Mars After Midnight» эксклюзивно для системы Playdate. Поуп сказал, что создавал игру для своих детей. Уэс Фенлон, который пишет журналы для PC Gamer, назвал игру «приятной».
В сентябре 2024 года Поуп выпустил альбом под названием Gosling Drives, который был выпущен независимо от какой-либо видеоигры.